# Стори, Рик
Рик Томас Стори (англ. Rick Thomas Story; род. 28 августа 1984, Такома, Вашингтон) — американский боец смешанного стиля, представитель полусредней весовой категории. Выступал на профессиональном уровне в период 2007—2018 годов, известен по участию в турнирах бойцовских организаций UFC, PFL, EWC и др. Владел титулом чемпиона EWC в полусреднем весе.

## Биография
Рик Стори родился 28 августа 1984 года в городе Такома, штат Вашингтон, США. Когда ему было три года, родители развелись, и детство он провёл в статистически-обособленной местности Спанауэй, где жил вместе с бабушкой и старшей сестрой.
В возрасте 12 лет начал заниматься борьбой и стал смотреть бои ММА. Занимался борьбой и играл в футбол во время учёбы в старшей школе, затем продолжил борцовскую карьеру в Университете Южного Орегона, в частности в 2006 году становился финалистом национальной межуниверситетского чемпионата NAIA. Окончил университет со степенью в области воспитания здоровья, после чего задумался о карьере профессионального бойца.

### Начало профессиональной карьеры
Дебютировал в смешанных единоборствах на профессиональном уровне в ноябре 2007 года, при этом свой первый бой проиграл единогласным решением судей бразильцу Мариу Миранде. Дрался в небольших американских промоушенах преимущественно на территории штатов Орегон и Вашингтон. В 2008 году завоевал и защитил титул чемпиона Elite Warriors в полусредней весовой категории.
Одновременно с участием в боях ММА Рик Стори также служил в Национальной гвардии США.

### Ultimate Fighting Championship
Имея в послужном списке семь побед и только два поражения, Стори привлёк к себе внимание крупнейшей бойцовской организации мира Ultimate Fighting Championship и в 2009 году подписал с ней контракт на четыре боя. В дебютном поединке в октагоне UFC по очкам уступил Джону Хэтэуэю, но во втором бою с помощью «ручного треугольника» принудил к сдаче Брайана Фостера — при этом заработал бонусы за лучший приём вечера и лучший бой вечера.
В дальнейшем взял верх над такими бойцами как Джесси Леннокс, Ник Осипчак, Дастин Хейзелетт, Джони Хендрикс и Тиагу Алвис. Его победная серия из шести поединков прервалась лишь в июне 2011 года в результате поражения единогласным судейским решением от Чарли Бреннемана.
В ноябре 2011 года Стори раздельным решением уступил Мартину Кампманну. На послематчевой пресс-конференции Дэйна Уайт сообщил, что очки в судейских карточках были подсчитаны неверно и на самом деле результат должен быть единогласным решением в пользу Кампманна. Тем не менее, в соответствии с данными Атлетической комиссии штата Калифорния и сайта MMADecisions.com, судья Сьюзан Томас-Гитлин всё же отдала победу в этом бою Рику Стори.
Впоследствии Стори выходил в клетку с переменным успехом, чередуя победы с поражениями. Ему довелось встретиться с такими известными бойцами как Демиан Майя, Майк Пайл, Келвин Гастелум, однако всем им он проиграл.
В октябре 2014 года отметился победой раздельным решением над исландцем Гуннаром Нельсоном.
После достаточно длительного перерыва, связанного с чередой травм, в 2016 году вернулся в октагон: выиграл единогласным решением у бельгийца Тарека Саффедина, но проиграл техническим нокаутом соотечественнику Дональду Серроне.

### Professional Fighters League
В 2018 году Стори перешёл в менее престижную организацию Professional Fighters League, где одержал две победы и потерпел одно поражение.
Вскоре после проигрыша в ноябре 2018 года объявил о завершении карьеры профессионального спортсмена.

## Статистика в профессиональном ММА
| Боёв 31  | Побед 21 | Поражений 10 |
| -------- | -------- | ------------ |
| Нокаутом | 4        | 2            |
| Сдачей   | 5        | 1            |
| Решением | 12       | 7            |

| Результат | Рекорд | Соперник           | Способ                     | Турнир                                 | Дата             | Раунд | Время | Место                    | Примечание                                     |
| --------- | ------ | ------------------ | -------------------------- | -------------------------------------- | ---------------- | ----- | ----- | ------------------------ | ---------------------------------------------- |
| Поражение | 21-10  | Хандессон Феррейра | TKO (вербальная сдача)     | PFL 10                                 | 20 октября 2018  | 2     | 1:15  | Вашингтон, США           | Четвертьфинал PFL 2018 в полусреднем весе.     |
| Победа    | 21-9   | Карлтон Минус      | Сдача (удушение сзади)     | PFL 6                                  | 16 августа 2018  | 2     | 2:55  | Атлантик-Сити, США       |                                                |
| Победа    | 20-9   | Иури Виллефорт     | Единогласное решение       | PFL 3                                  | 5 июля 2018      | 3     | 5:00  | Вашингтон, США           |                                                |
| Поражение | 19-9   | Дональд Серроне    | TKO (удары)                | UFC 202                                | 20 августа 2016  | 2     | 2:02  | Лас-Вегас, США           |                                                |
| Победа    | 19-8   | Тарек Саффедин     | Единогласное решение       | UFC Fight Night: Almeida vs. Garbrandt | 29 мая 2016      | 3     | 5:00  | Лас-Вегас, США           |                                                |
| Победа    | 18-8   | Гуннар Нельсон     | Раздельное решение         | UFC Fight Night: Nelson vs. Story      | 4 октября 2014   | 5     | 5:00  | Стокгольм, Швеция        |                                                |
| Победа    | 17-8   | Леонарду Мафра     | Сдача (треугольник руками) | UFC Fight Night: Cerrone vs. Miller    | 16 июля 2014     | 2     | 2:12  | Атлантик-Сити, США       |                                                |
| Поражение | 16-8   | Келвин Гастелум    | Раздельное решение         | UFC 171                                | 15 марта 2014    | 3     | 5:00  | Даллас, США              |                                                |
| Победа    | 16-7   | Брайан Эберсоул    | Единогласное решение       | UFC 167                                | 16 ноября 2013   | 3     | 5:00  | Лас-Вегас, США           |                                                |
| Поражение | 15-7   | Майк Пайл          | Раздельное решение         | UFC 160                                | 25 мая 2013      | 3     | 5:00  | Лас-Вегас, США           |                                                |
| Победа    | 15-6   | Куинн Малхерн      | TKO (удары руками)         | UFC 158                                | 16 марта 2013    | 1     | 3:05  | Монреаль, Канада         |                                                |
| Поражение | 14-6   | Демиан Майя        | Сдача (залом шеи)          | UFC 153                                | 13 октября 2012  | 1     | 2:30  | Рио-де-Жанейро, Бразилия |                                                |
| Победа    | 14-5   | Брок Джардин       | Единогласное решение       | UFC on FX: Maynard vs. Guida           | 22 июня 2012     | 3     | 5:00  | Атлантик-Сити, США       |                                                |
| Поражение | 13-5   | Мартин Кампманн    | Раздельное решение         | UFC 139                                | 19 ноября 2011   | 3     | 5:00  | Сан-Хосе, США            |                                                |
| Поражение | 13-4   | Чарли Бреннеман    | Единогласное решение       | UFC Live: Kongo vs. Barry              | 26 июня 2011     | 3     | 5:00  | Питтсбург, США           |                                                |
| Победа    | 13-3   | Тиагу Алвис        | Единогласное решение       | UFC 130                                | 28 мая 2011      | 3     | 5:00  | Лас-Вегас, США           |                                                |
| Победа    | 12-3   | Джони Хендрикс     | Единогласное решение       | The Ultimate Fighter 12 Finale         | 4 декабря 2010   | 3     | 5:00  | Лас-Вегас, США           |                                                |
| Победа    | 11-3   | Дастин Хейзелетт   | TKO (удары руками)         | UFC 117                                | 7 августа 2010   | 2     | 1:15  | Окленд, США              |                                                |
| Победа    | 10-3   | Ник Осипчак        | Раздельное решение         | UFC 112                                | 10 апреля 2010   | 3     | 5:00  | Абу-Даби, ОАЭ            |                                                |
| Победа    | 9-3    | Джесси Леннокс     | Раздельное решение         | UFC Fight Night: Maynard vs. Diaz      | 11 января 2010   | 3     | 5:00  | Фэрфакс, США             |                                                |
| Победа    | 8-3    | Брайан Фостер      | Сдача (треугольник руками) | UFC 103                                | 19 сентября 2009 | 2     | 1:09  | Даллас, США              | Приём вечера. Бой вечера.                      |
| Поражение | 7-3    | Джон Хэтэуэй       | Единогласное решение       | UFC 99                                 | 13 июня 2009     | 3     | 5:00  | Кёльн, Германия          |                                                |
| Победа    | 7-2    | Брэндон Мелендес   | Сдача (удушение сзади)     | EWC: Vancouver                         | 6 сентября 2008  | 1     | 2:17  | Риджфилд, США            | Защитил титул чемпиона EWC в полусреднем весе. |
| Победа    | 6-2    | Уэсли Уэлч         | KO (удар рукой)            | Carnage at the Creek 3                 | 22 августа 2008  | 1     | N/A   | Шелтон, США              |                                                |
| Победа    | 5-2    | Джейк Элленбергер  | Единогласное решение       | SportFight 23                          | 20 июня 2008     | 3     | 5:00  | Портленд, США            |                                                |
| Победа    | 4-2    | Райан Хили         | Единогласное решение       | EWC: May Massacre                      | 10 мая 2008      | 5     | 5:00  | Сейлем, США              | Выиграл титул чемпиона EWC в полусреднем весе. |
| Победа    | 3-2    | Джеймс Додж        | Сдача (удушение сзади)     | EWC: Welterweight War                  | 23 февраля 2008  | 1     | 3:37  | Сейлем, США              |                                                |
| Победа    | 2-2    | Джейк Пол          | TKO (удары руками)         | EWC: Capital Invasion                  | 12 января 2008   | 2     | 1:03  | Сейлем, США              |                                                |
| Поражение | 1-2    | Нейтан Кой         | Единогласное решение       | SportFight 21: Seasons Beatings        | 22 декабря 2007  | 3     | 5:00  | Портленд, США            |                                                |
| Победа    | 1-1    | Хулио Паулино      | Единогласное решение       | AFC 41: Thankful Throwdowns            | 15 ноября 2007   | 3     | 5:00  | Анкоридж, США            |                                                |
| Поражение | 0-1    | Мариу Миранда      | Единогласное решение       | Conquest of the Cage                   | 6 ноября 2007    | 3     | 5:00  | Эруэй-Хайтс, США         |                                                |